# Julius Sang
Julius Sang (Kenia, 19 de septiembre de 1948-9 de abril de 2004) fue un atleta keniano, especializado en la prueba de Relevo 4 x 400 m en la que llegó a ser campeón olímpico en 1972.

## Carrera deportiva
En los JJ. OO. de Múnich 1972 ganó la medalla de oro en los relevos 4 x 400 metros, con un tiempo de 2:59.83 segundos, llegando a meta por delante de Reino Unido (plata) y Francia (bronce), siendo sus compañeros de equipo: Munyoro Nyamau, Robert Ouko y Charles Asati.